# Championnat de Norvège féminin de football 2022
Navigation
Édition précédente Édition suivante
Le championnat de Norvège féminin de football 2022 est la 36e édition du championnat de Norvège féminin. Le champion en titre, l'IL Sandviken, devient la section féminine du SK Brann.

## Nouveau format
Le championnat à 10 équipes se déroule par match aller-retour soit dix-huit rencontres, neuf à domicile et neuf à l'extérieur, dans une première phase. Les quatre meilleures équipes se retrouvent dans la poule championnat où les équipes commencent avec un système de points où les numéros 1, 2, 3, 4 commencent avec 6, 4, 2, 0 points respectivement, le vainqueur sera désigné champion de Norvège.
Les équipes qui finissent de la 5e à la 10e place jouent dans un play-off de relégation avec les équipes qui finissent aux deux premières places de la deuxième division. De ces 8 équipes, les 7e et 8e joueront en deuxième division en 2023, tandis que le 6e jouera la qualification contre le vainqueur des play-offs de deuxième division.

## Les 10 équipes
| \| Agglomération d'Oslo: Lyn Fotball Vålerenga FD Lillestrøm SK Kolbotn Fotball Stabæk FK Røa IL Oslo Avaldsnes IL Arna-Bjørnar Rosenborg SK Brann \| Localisation des clubs engagés. |
| Agglomération d'Oslo: Lyn Fotball Vålerenga FD Lillestrøm SK Kolbotn Fotball Stabæk FK Røa IL Oslo Avaldsnes IL Arna-Bjørnar Rosenborg SK Brann                                       |

| Club                           | Classement 2021 | Stade                   | Capacité | Date de Création |
| ------------------------------ | --------------- | ----------------------- | -------- | ---------------- |
| SK Brann                       | 1               | Stemmemyren             |          |                  |
| Rosenborg Ballklub Kvinner     | 2               | Koteng Arena            | 600      |                  |
| Lillestrøm Sportsklubb Kvinner | 3               | LSK-Hallen              | 3 000    |                  |
| Vålerenga Fotball Damer        | 4               | Intility Arena          | 16 555   |                  |
| Arna-Bjørnar                   | 5               | Arna Idrettspark        | 1 500    |                  |
| Kolbotn IL                     | 6               | Sofiemyr                | 400      |                  |
| Stabæk Fotball Kvinner         | 7               | Nadderud Stadion        | 4 500    |                  |
| Avaldsnes IL                   | 8               | Avaldsnes Idrettssenter | 1 000    |                  |
| Lyn Fotball                    | 9               | Kringsjå kunstgress     | 450      |                  |
| Røa IL                         | D2              | Røa Kunstgress          | 450      |                  |

## Compétition

### Première phase
Le barème utilisé pour établir le classement est le suivant : 3 points pour une victoire, 1 point pour un match nul et 0 point pour une défaite.
| Rang | Équipe        | Pts | J  | G  | N | P  | Bp | Bc | Diff |
| ---- | ------------- | --- | -- | -- | - | -- | -- | -- | ---- |
| 1    | SK Brann T C  | 45  | 18 | 14 | 3 | 1  | 53 | 13 | +40  |
| 2    | Rosenborg BK  | 41  | 18 | 13 | 2 | 3  | 40 | 12 | +28  |
| 3    | Vålerenga FD  | 39  | 18 | 12 | 3 | 3  | 48 | 12 | +36  |
| 4    | Stabæk FK     | 27  | 18 | 8  | 3 | 7  | 23 | 22 | +1   |
| 5    | Kolbotn IL    | 26  | 18 | 8  | 2 | 8  | 27 | 22 | +5   |
| 6    | Lyn FD        | 26  | 18 | 7  | 5 | 6  | 22 | 26 | -4   |
| 7    | Lillestrøm SK | 23  | 18 | 6  | 5 | 7  | 23 | 21 | +2   |
| 8    | Arna-Bjørnar  | 14  | 18 | 4  | 2 | 12 | 18 | 53 | -35  |
| 9    | Avaldsnes IL  | 11  | 18 | 3  | 2 | 13 | 15 | 50 | -35  |
| 10   | Røa IL P      | 3   | 18 | 0  | 3 | 15 | 9  | 47 | -38  |

|  | Qualification pour la poule championnat                                                   |
|  | (T) Tenant du titre (C) Vainqueur de la Coupe de Norvège (P) : Promu de deuxième division |

### Poule championnat
| Rang | Équipe       | Pts | J | G | N | P | Bp | Bc | Diff |
| ---- | ------------ | --- | - | - | - | - | -- | -- | ---- |
| 1    | SK Brann T C | 20  | 6 | 4 | 2 | 0 | 10 | 4  | +6   |
| 2    | Vålerenga FD | 15  | 6 | 4 | 1 | 1 | 16 | 3  | +13  |
| 3    | Rosenborg BK | 11  | 6 | 2 | 1 | 3 | 7  | 8  | -1   |
| 4    | Stabæk FK    | 0   | 6 | 0 | 0 | 6 | 2  | 20 | -18  |

|  | Champion de Norvège et qualifié pour le 1er tour de qualification de la Ligue des champions 2023-2024 |
|  | Qualifié pour le 1er tour de qualification de la Ligue des champions 2023-2024                        |
|  | (T) Tenant du titre (C) Vainqueur de la Coupe de Norvège (P) : Promu de deuxième division             |

### Poule relégation
| Rang | Équipe         | Pts | J | G | N | P | Bp | Bc | Diff |
| ---- | -------------- | --- | - | - | - | - | -- | -- | ---- |
| 1    | Lyn FD         | 15  | 7 | 4 | 3 | 0 | 14 | 8  | +6   |
| 2    | Arna-Bjørnar   | 14  | 7 | 4 | 2 | 1 | 17 | 6  | +11  |
| 3    | Lillestrøm SK  | 11  | 7 | 3 | 2 | 2 | 14 | 9  | +5   |
| 4    | Åsane (D2)     | 10  | 7 | 3 | 1 | 3 | 4  | 9  | -5   |
| 5    | Røa IL P       | 8   | 7 | 2 | 2 | 3 | 12 | 11 | +1   |
| 6    | Avaldsnes IL   | 7   | 7 | 2 | 1 | 4 | 10 | 11 | -1   |
| 7    | Tromsø IL (D2) | 7   | 7 | 2 | 1 | 4 | 7  | 19 | -12  |
| 8    | Kolbotn IL     | 5   | 7 | 1 | 2 | 4 | 8  | 13 | -5   |

|  | Barrage de relégation                                                                     |
|  | Relégué en D2                                                                             |
|  | (T) Tenant du titre (C) Vainqueur de la Coupe de Norvège (P) : Promu de deuxième division |

### Barrage de maintien/relégation
| Avaldsnes IL | 1-1 | 2-1 | Øvrevoll Hosle IL |

Les deux équipes restent dans leur division respective.

## Statistiques individuelles

### Saison régulière
Source.
|    | Joueuse                  | Club         | But inscrit |
| -- | ------------------------ | ------------ | ----------- |
| 1. | Elise Thorsnes           | Vålerenga FD | 15          |
| 2. | Elisabeth Terland (en)   | SK Brann     | 10          |
| 3. | Anna Aahjem (no)         | Lyn FD       | 7           |
| 3. | Tonje Pedersen (no)      | Kolbotn IL   | 7           |
| 5. | Maria Brochmann (no)     | SK Brann     | 6           |
| 5. | Sara Kanutte Fornes (no) | Rosenborg BK | 6           |
| 5. | Emma Stølen Godø (no)    | LSK Kvinner  | 6           |
| 5. | Janni Thomsen (en)       | Vålerenga FD | 6           |
| 5. | Olaug Tvedten (no)       | Vålerenga FD | 6           |

### Poule championnat
Source.
|    | Joueuse        | Club         | But inscrit |
| -- | -------------- | ------------ | ----------- |
| 1. | Elise Thorsnes | Vålerenga FD | 4           |
| 2. | Therese Åsland | SK Brann     | 3           |
| 3. | 7 joueuses     | 7 joueuses   | 2           |

## Bilan de la saison
| Championnat de Norvège féminin de football 2022        |              |
| Champion                                               | SK Brann     |
| Dauphin                                                | Vålerenga FD |
| Coupes et trophées                                     |              |
| Vainqueur de la Coupe de Norvège 2022                  | SK Brann     |
| Qualifications continentales                           |              |
| Ligue des champions féminine de l'UEFA 2023-2024       | SK Brann     |
| Ligue des champions féminine de l'UEFA 2023-2024       | Vålerenga FD |
| Promotions et relégations                              |              |
| Promus en Championnat de Norvège féminin de football   | Åsane        |
| Relégués en Championnat de Norvège féminin de football | Kolbotn IL   |